# Козелло-Поклевские
Козелло-Поклевские — дворянский род герба Козелл, происходящий от русского выходца Петра Козлова, которому король Сигизмунд-Август пожаловал имение Поклево (Ошмянского уезда).

## Происхождение и история рода
Правнук Петра, Фабиян Иванович Козелло-Поклевский, был витебским каштеляном (1616). Род Козелло-Поклевских был внесён в VI часть родословных книг Виленской и Минской губерний. Владели имениями в Гнездилово, Княгинине, Мяделе. Во второй половине XIX века Козелло-Поклевские разбогатели в качестве виноторговцев, горно- и золотопромышленников, владельцев асбестовой промышленности на Урале и первого пароходства на реках Западной Сибири. Обустроили в Гомельской губернии сохранившееся до наших дней имение Красный Берег.
- Поклевский-Козелл, Альфонс Фомич (1809—1890) — российский предприниматель, виноторговец, горно- и золотопромышленник.
- Поклевский-Козелл, Викентий Альфонсович (1853—1929) — российский предприниматель, действительный статский советник, член Государственного совета Российской империи от торговли.
- Поклевский-Козелл, Иван Альфонсович (1865-1925) — российский предприниматель, коннозаводчик, благотворитель.
- Поклевский Козел, Йозеф[2] (1876-1911) — военный атташе России в Великобритании, военно-морской офицер польского происхождения участвовавший в обороне Порт-Артура во времена русско-японской войны.
- Поклевский-Козелл, Станислав Альфонсович (1868—1939) — российский дипломат; действительный статский советник, камергер.

- Козелл-Поклевский, Ян (1837—1896) — поручик, военный инженер РИА, полковник повстанческих войск (1863—1864), комендант Варшавы, руководитель повстанческого Литовского Провинциального комитета.
- Козелл-Поклевский, Винцент (1837—1863) — штабс-капитан русской армии, командир повстанческого отряда Вилейского уезда.
- Козелл-Поклевский, Иосиф (1845—1915) — участник восстания 1863 года, сослан в Пермскую губернию.

## Описание герба
Родоначальник этого герба вышел из Северии в Литву.
В червлёном щите серебряный полумесяц, обращённый вниз, с выходящими из него вверх тремя серебряными же стрелами.
Щит увенчан дворянским коронованным шлемом. Нашлемник: три серебряных страусовых пера. Намёт: червлёный, подложен серебром. Герб Поклевских-Козелл внесён в Часть 16 Общего гербовника дворянских родов Всероссийской империи, стр. 19.